# Flugzeug mit Mischantrieb

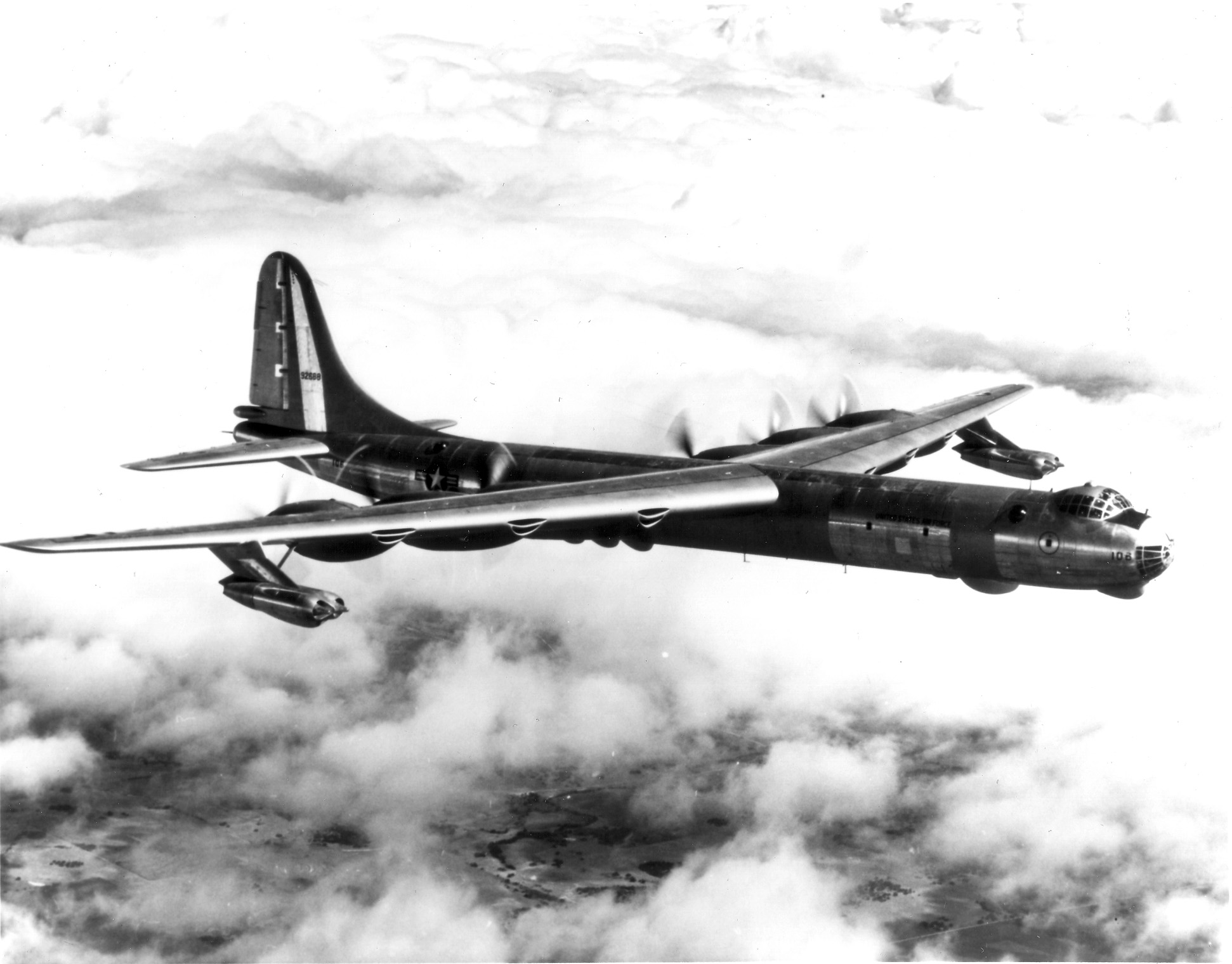
Convair B-36 Hybridantrieb aus 6 Pratt-&-Whitney-R-4360-Triebwerken mit Druckpropeller und vier Strahltriebwerken General Electric J47

Bei einem Flugzeug mit Mischantrieb (auch als Hybridflugzeug bezeichnet) wird der Vortrieb des Flugzeuges durch eine Kombination verschiedener Triebwerke erzielt (Hybridantrieb). Derartige Flugzeuge wurden ab den 1940er Jahren eingesetzt, um Militärflugzeugen in bestimmten Situationen eine besondere Leistungsfähigkeit zu verschaffen.

## Kolbentriebwerk und Strahltriebwerk
Bekannte Flugzeugtypen mit diesem Mischantrieb sind die Convair B-36, die Lockheed P-2 Neptune ab Version P2V-5: 5 und die sowjetische Mikojan-Gurewitsch MiG-13.
Darüber hinaus gab es eine große Zahl an Versuchsflugzeugen mit Mischantrieben, etwa die Suchoi Su-5 und die Convair XP-81.
1975 wurde mit der American Jet Industries Hustler 400 ein Flugzeug für den zivilen Markt initiiert, das über einen Mischantrieb verfügte. Hierbei wurde ein Turboprop-Triebwerk durch eine Strahlturbine unterstützt.

## Strahltriebwerk und Raketentriebwerk
Ein Raketentriebwerk kam dann zum Einsatz wenn besonders hohe Anforderungen an die Steigleistung gestellt wurden, wie zum Beispiel bei der Saunders-Roe SR.53.
Mit der Effizienz- und Leistungssteigerung der Strahltriebwerke, insbesondere durch Einführung der Turbofans mit Nachbrenner, wurden diese Kombinationen ab etwa Mitte der 1950er Jahre nicht mehr benötigt.
Bemerkenswerterweise kommt diese Kombination im Hochgeschwindigkeits-Landfahrzeug Bloodhound SSC zum Einsatz (Stand 2017).

## Raketenantrieb und Atomantrieb
Eine nuklear angetriebenes Staustrahltriebwerk, das mit Raketenantrieb auf die notwendige Geschwindigkeit hätte gebracht werden sollen, wurde für das Projekt Pluto entwickelt.

## Turbinenstrahltriebwerk und Staustrahltriebwerk
Diese Kombination ist noch aktuell, wenn es um das Erreichen höchster Geschwindigkeiten geht. Denn das Turbinenstrahltriebwerk erreicht bei hohen Geschwindigkeiten physikalische Grenzen, während das Staustrahltriebwerk erst bei hohen Geschwindigkeiten zu funktionieren beginnt.
Ein älteres Beispiel für diese Kombination ist die Nord 1500 Griffon.
Auch der Pratt & Whitney J58 des SR-71 vereinigt beide Triebwerksarten je nach Geschwindigkeit in einem Triebwerk.
Ein Beispiel für ein aktuelles Entwicklungsvorhaben das einen solchen Hybridantriebs umfasst, ist das Projekt Long-Term Advanced Propulsion Concepts and Technologies (LAPCAT) der ESA.

## Raketentriebwerk und Staustrahltriebwerk
Das von 2010 bis 2013 durchgeführte Projekt der Boeing X-51 sollte eine Geschwindigkeit von Mach 6+ erreichen, indem ein Raketentriebwerk in der Anfangsphase für die Beschleunigung auf etwa Mach 4,8 sorgt und anschließend ein Staustrahltriebwerk gezündet wird.